# Oj, maluśki, maluśki
Oj, maluśki, maluśki – polska pastorałka anonimowego autorstwa, odnotowana w rękopisach franciszkańskich z Krakowa już w XVIII wieku. Pastorałka zbudowana jest w znacznej mierze na poetyce paradoksu, wyrażającego swego rodzaju zadziwienie nad losem małego Jezusa. Tekst zawiera elementy typowe dla dialektu małopolskiego – w szczególności dla gwary podhalańskiej, a także elementy dialektalnych form mazurzących oraz archaicznej leksyki.

## Historia
Pochodzenie utworu jest trudne do ustalenia ze względu na dużą liczbę wariantów tekstu. Tekst pojawił się w XVIII-wiecznych rękopisach z klasztorów franciszkanek z Krakowa. Początkowy tekst niedrukowany liczy 6 strof. Tekst pastorałki znajduje się w rękopisie franciszkańskim Kolęda, czyli zbiór pieśni na Boże Narodzenie dla wygody i nabożeństwa Ich Mość P.P. Franciszkanek klasztoru św. Jędrzeja. Rękopis ten pochodzi z 1808 roku i został spisany w Krakowie.
Tekst drukowany w śpiewniku Pastorałki i kolędy, czyli, Piosenki wesołe ludu: Piosenki do Kościelnego użytku Michała Mioduszewskiego z 1843 prawie nie różni się od współcześnie wykonywanej kolędy.
Refren jest późniejszym dodatkiem. Tekst ma różne warianty realizacyjne. Wyróżniane są dwie wersje: onomatopeiczna (Lili Lili Lili La) – typowa dla kołysanki – i słowna (Śpiewajmy i grajmy Mu, małemu, małemu) – typowa dla pastorałki.

## Wykonania
Kolęda znajduje się w repertuarze wielu polskich wokalistów, którzy wydali ją na swoich albumach z muzyką świąteczną.
| Wykonawca        | Album                               | Rok  | Nośnik |
| ---------------- | ----------------------------------- | ---- | ------ |
| Krystyna Prońko  | Kolędy                              | 1984 | CD     |
| Ziyo             | Kolędy                              | 1992 | CD     |
| Hetman           | Rock kolęda                         | 1997 | CD     |
| Eleni            | Kolędy polskie śpiewa Eleni vol 2   | 1998 | CD     |
| Anna Maria Jopek | Wigilijna kołysanka                 | 2001 | CD     |
| Maryla Rodowicz  | 12 najpiękniejszych kolęd           | 2001 | CD     |
| Golec uOrkiestra | Nieziemskie granie dla Ciebie Panie | 2005 | CD     |
| Zbigniew Wodecki | The Best Christmas... Ever!         | 2006 | CD     |
| Hołd             | Kolędowo                            | 2008 | CD     |
| Zakopower        | Radio Zet: Siła Świątecznej Muzyki  | 2008 | CD     |
| Edyta Górniak    | Zakochaj się na Święta w kolędach   | 2008 | CD     |
| Golec uOrkiestra | Koncert Live – Kolędy i pastorałki  | 2009 | DVD    |
| Filipinki        | Najpiękniejsze kolędy               | 2013 | CD     |